# Jõgevamaa
Jõgevamaa (estniska: Jõgeva maakond eller Jõgevamaa) är ett landskap i östra Estland. Landshövding är sedan 2009 Viktor Svjatõšev.
2017 ändrades landskapets gränser som en följd av kommunsammanslagningar då området motsvarande de tidigare kommunerna Avinurme och Lohusuu tillfördes landskapet från Ida-Virumaa samtidigt som området motsvarande de tidigare kommunerna Pala och Tabivere tillfördes Tartumaa.

## Kommuner

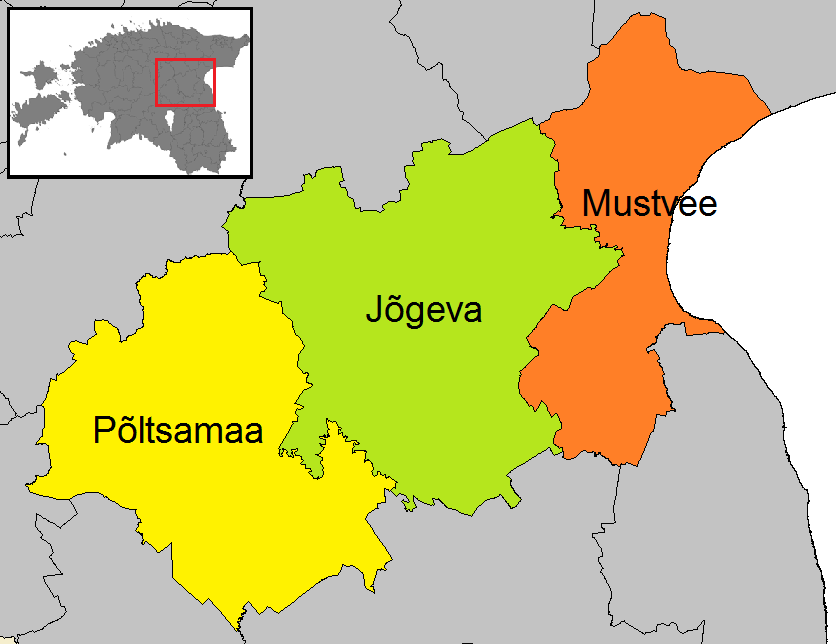
Kommuner i landskapet Jõgevamaa.

Landskapet är sedan 2017 indelat i tre kommuner.
- Jõgeva kommun (inkluderar staden Jõgeva)
- Mustvee kommun (inkluderar staden Mustvee)
- Põltsamaa kommun (inkluderar staden Põltsamaa)

## Tidigare kommuner

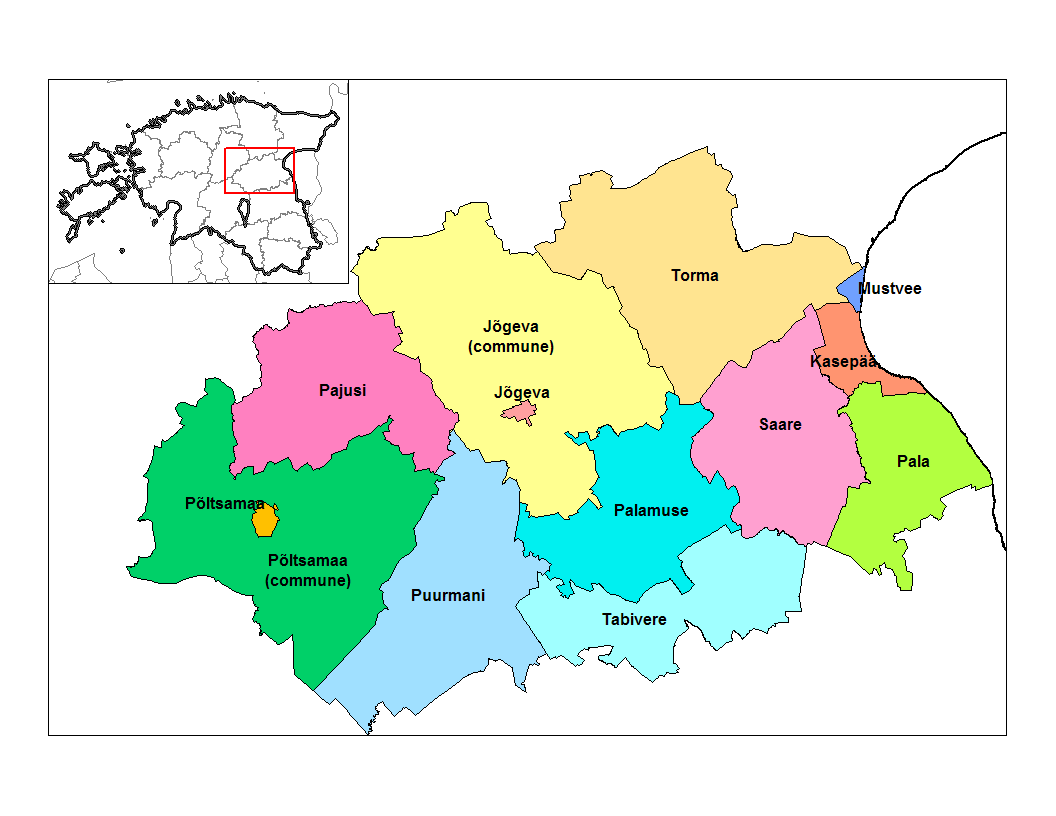
Kommunindelningen i landskapet Jõgevamaa innan kommunreformen 2017.

Innan kommunreformen 2017 var landskapet indelat i 13 kommuner, varav 3 stadskommuner.

### Stadskommuner
- Jõgeva stad
- Mustvee stad
- Põltsamaa stad

### Landskommuner
- Jõgeva kommun
- Kasepää kommun
- Pajusi kommun
- Pala kommun
- Palamuse kommun
- Puurmani kommun
- Põltsamaa kommun
- Saare kommun
- Tabivere kommun
- Torma kommun

## Orter
Efter gränsjusteringar som följd av kommunreformen 2017 finns det i landskapet Jõgevamaa tre städer, tolv småköpingar samt 203 byar.

### Städer
- Jõgeva
- Mustvee
- Põltsamaa

### Småköpingar
- Adavere
- Avinurme
- Jõgeva
- Kamari
- Kuremaa
- Laiuse
- Lohusuu
- Palamuse
- Puurmani
- Sadala
- Siimusti
- Torma

## Galleri

Urval av bilder från Jõgevamaa
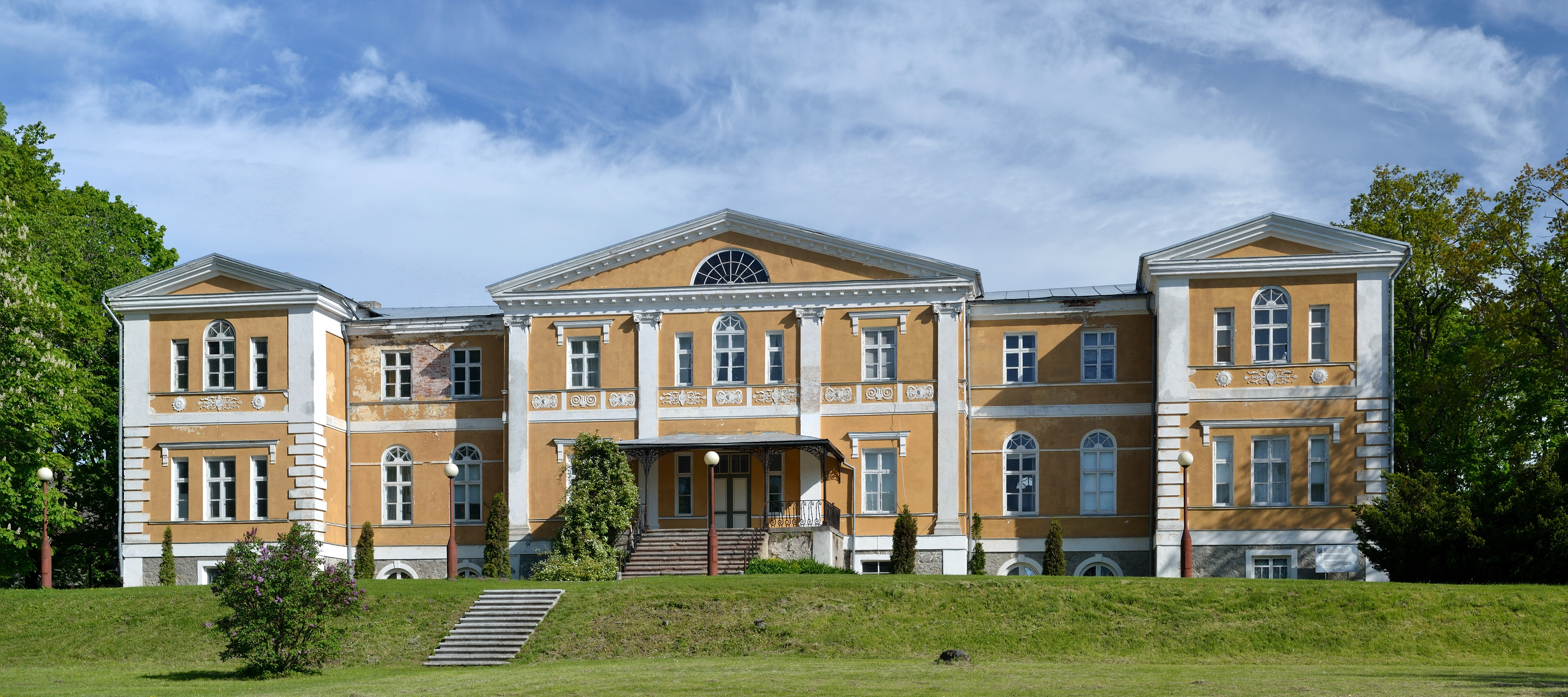
Kuremaa herrgård i Jõgeva kommun.
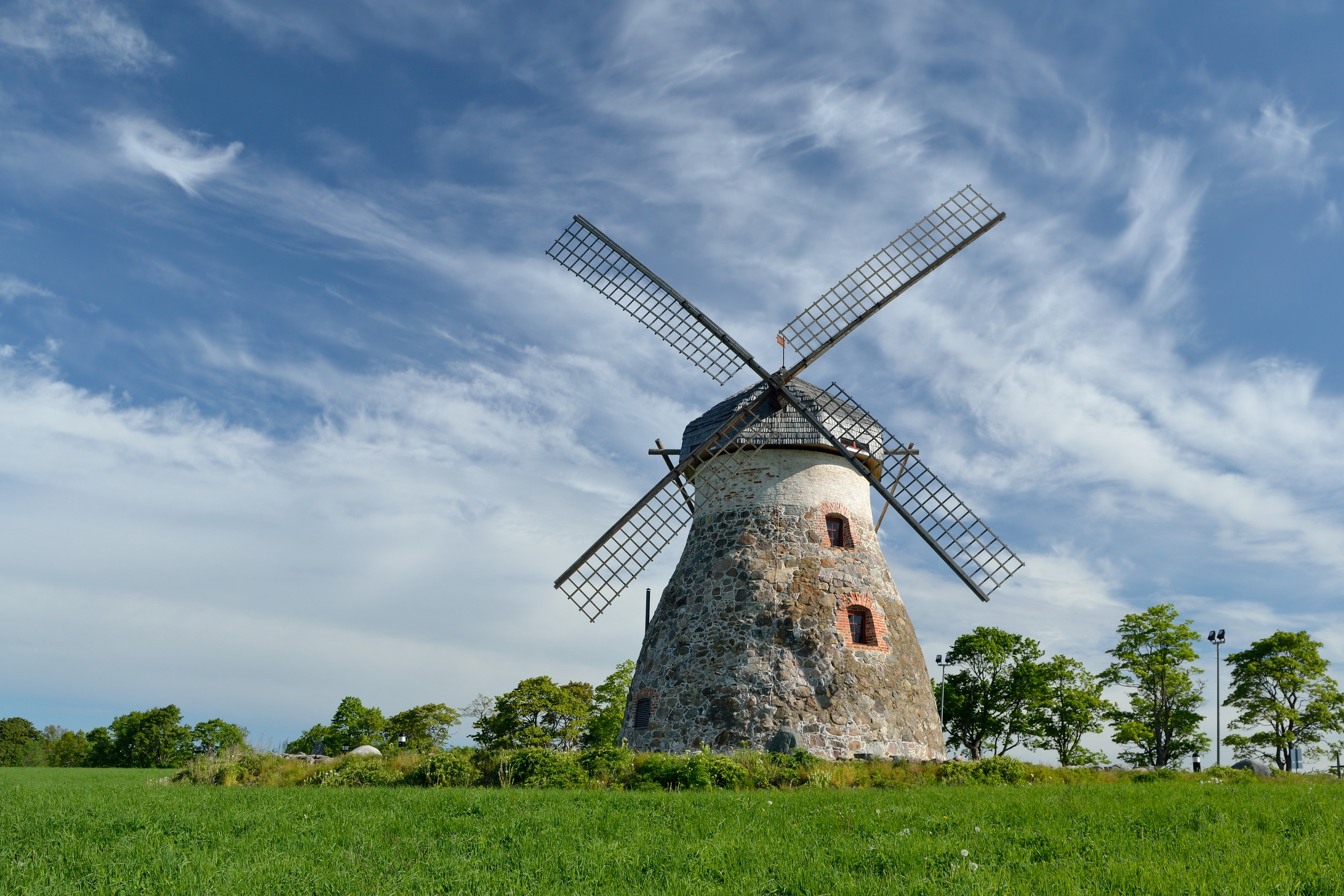
Väderkvarn vid Kuremaa herrgård.
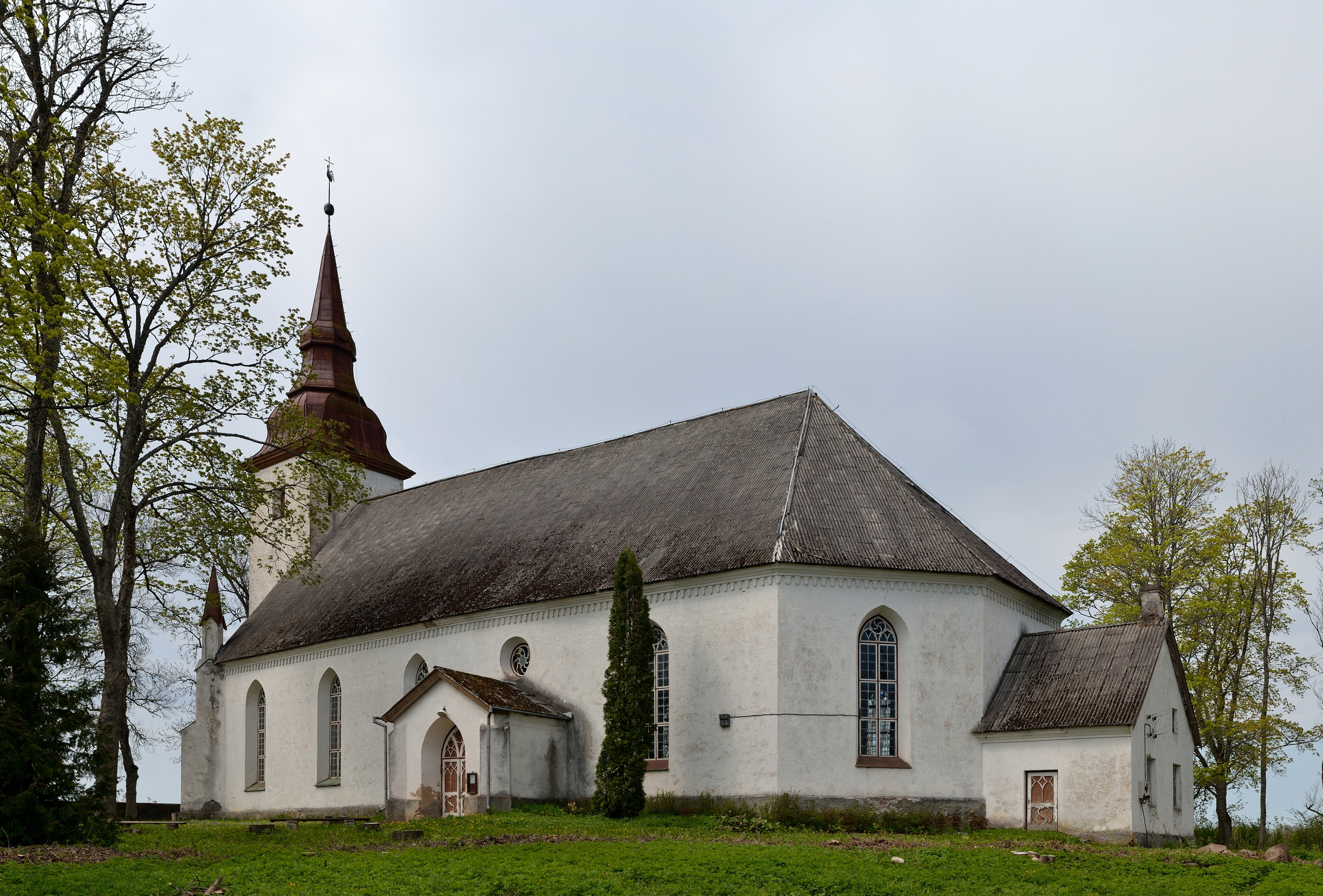
Torma kyrka.
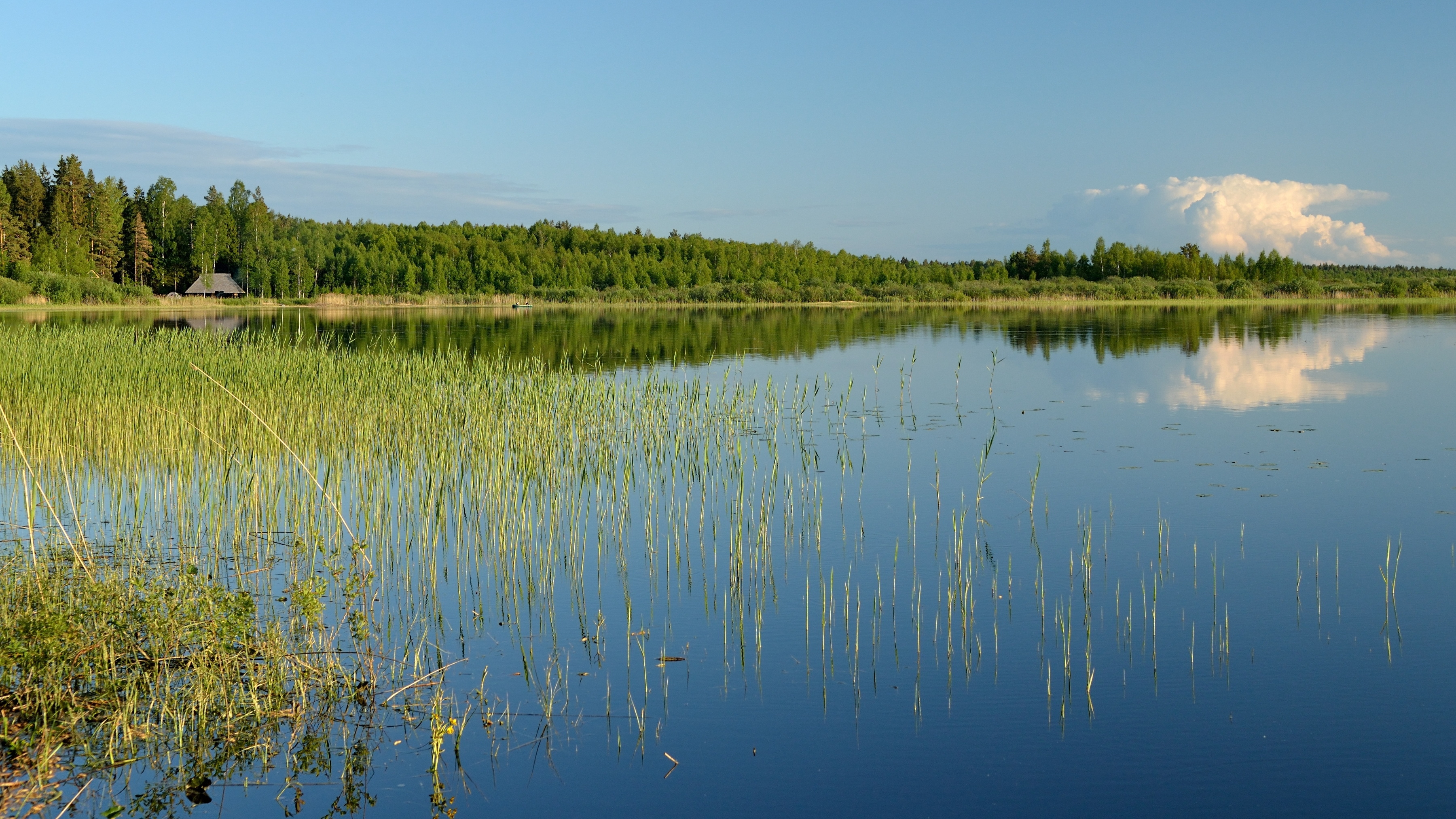
Sjön Kaiu Järv.